# Carmen Trustée
Carmen Mónica Trustée Lee (ur. 16 lipca 1948 w Banes) – kubańska lekkoatletka, sprinterka i biegaczka średniodystansowa.
Specjalizowała się w biegu na 400 metrów i biegu na 800 metrów. Zwyciężyła na obu tych dystansach na mistrzostwach Ameryki Środkowej i Karaibów w 1969 w Hawanie. Ponownie zwyciężyła w obu tych konkurencjach na igrzyskach Ameryki Środkowej i Karaibów w 1970 w Panamie. Na uniwersjadzie w 1970 w Turynie zdobyła srebrny medal w biegu na 400 metrów.
Zdobyła srebrne medale w biegu na 400 metrów i w sztafecie 4 × 400 metrów podczas igrzysk panamerykańskich w 1971 w Cali (sztafeta kubańska biegła w składzie: Beatriz Castillo, Marcela Chibás, Aurelia Pentón i Trustée). Na mistrzostwach Ameryki Środkowej i Karaibów w 1971 w Kingston zdobyła złote medale w biegu na 800 metrów i w sztafecie 4 × 400 metrów  (w składzie: Trustée, Castillo, Pentón i Chibás) oraz srebrny w biegu na 400 metrów.
Na igrzyskach olimpijskich w 1972 w Monachium wystąpiła w biegu na 400 metrów; zwyciężyła w biegu eliminacyjnym, lecz nie wystartowała w ćwierćfinale. Wywalczyła brązowy medal w na tym dystansie na uniwersjadzie w 1973 w Moskwie. Zdobyła srebrny medal w biegu na 400 metrów na igrzyskach Ameryki Środkowej i Karaibów w 1974 w Santo Domingo.
Wielokrotna rekordzistka Kuby na 400 metrów (do czasu 52,1 14 czerwca 1972 w Berlinie), na 800 metrów (do czasu 2:05,8 18 sierpnia 1972 w Warszawie) i w sztafecie 4 × 400 metrów (do czasu 3:34,04 5 sierpnia 1971 w Cali).